# Filary Ziemi (gra)
Filary Ziemi (niem. Die Säulen der Erde) – gra planszowa z gatunku eurogier wydana w 2006 roku przez Kosmos, luźno oparta na bestsellerowej powieści Kena Folleta pod tym samym tytułem. Gra została laureatem nagrody Deutscher Spiele Preis 2007. W Polsce została wydana przez wydawnictwo Galakta.
Gracze wcielają się w dwunastowiecznych budowniczych katedry w angielskim miasteczku Kingsbridge. Umiejętnie sterując swoimi działaniami starają się zdobyć jak najwięcej punktów zwycięstwa.

## Nagrody
- Deutscher Spiele Preis 2007 – wygrana
- Japan Boardgame Prize 2007 – najlepsza gra dla zaawansowanych graczy – wygrana[2]
- Årets Spill 2007 – gra rodzinna – wygrana[3]